# Queuosin
Queuosin (Kurzcode Q) ist ein seltenes Nukleosid und kommt in der tRNA von Bakterien und Eukaryoten vor. Es besteht aus der β-D-Ribofuranose (Zucker) und dem Queuin. Es leitet sich wie das Archaeosin strukturell von Guanosin ab. Das N7-Atom des Guanins wird durch ein C7-Atom ersetzt und bildet damit das 7-Desazaguanosin, an dem weitere Substituenten angefügt werden können.
Queuosin wurde erstmals 1968 in einer tRNA von E. coli gefunden, es findet sich im Anticodon an Position 34 und besetzt die Wobble-Position für Histidin, Asparaginsäure, Asparagin und Tyrosin. Der Cyclopentenring des Queuosins ragt aus dem Anticodon heraus und behindert somit nicht die Basenpaarung mit dem Codon der mRNA. Es besteht die Möglichkeit von Wasserstoffbrückenbindungen zwischen den Hydroxygruppen des Cyclopentenrings und den Sauerstoffatomen der Ribose des Uracils an Position 33. Vergleicht man die Bindungsstärken zwischen Codon und Anticodon (Guanosin bzw. Queuosin an Position 34), so ist zu beobachten, dass Guanosin seinen üblichen Partner C bevorzugt. Das Queuosin kann zwischen C und U nicht mehr unterscheiden.